# Campeonato sub-19 de la AFF 2013
El Campeonato sub-19 de la AFF 2013 se llevó a cabo en dos ciudades de Indonesia del 9 al 22 de septiembre y contó con la participación de 11 selecciones juveniles del Sureste de Asia.
Indonesia venció en la final a Vietnam para conseguir su primer título del torneo.

## Sedes
| Ciudad   | Estadio            | Capacidad |
| -------- | ------------------ | --------- |
| Gresik   | Petrokimia Stadium | 25,000    |
| Sidoarjo | Delta Stadium      | 35,000    |

## Fase de grupos

### Grupo A
| País           | G | E | P | GF | GC | Pts |
| -------------- | - | - | - | -- | -- | --- |
| Timor Oriental | 3 | 1 | 0 | 9  | 4  | 10  |
| Laos           | 3 | 0 | 1 | 10 | 5  | 9   |
| Camboya        | 2 | 0 | 2 | 9  | 9  | 6   |
| Singapur       | 1 | 1 | 2 | 6  | 8  | 4   |
| Filipinas      | 0 | 0 | 4 | 4  | 12 | 0   |

| 9 de septiembre de 2013 | Laos                               | 3 – 1   | Filipinas        | Delta Stadium, Sidoarjo |                     |
|                         | Natphasouk 26' 84' · Somsanith 69' | Reporte | Amita 57' (pen.) | Árbitro(s): Hla Min     | Árbitro(s): Hla Min |

| 9 de septiembre de 2013 | Singapur         | 1 – 1   | Timor Oriental | Delta Stadium, Sidoarjo         |                                 |
|                         | Hazim 26' (pen.) | Reporte | Gusmao 2'      | Árbitro(s): Mongkolchai Pechsri | Árbitro(s): Mongkolchai Pechsri |

| 11 de septiembre de 2013 | Singapur                                 | 3 – 1   | Filipinas       | Delta Stadium, Sidoarjo         |                                 |
|                          | Mahathir 29' · Lightfoot 44' · Hazim 74' | Reporte | Benedicto 90+3' | Árbitro(s): Mongkolchai Pechsri | Árbitro(s): Mongkolchai Pechsri |

| 11 de septiembre de 2013 | Camboya     | 1 – 3   | Laos                           | Delta Stadium, Sidoarjo        |                                |
|                          | Bottroi 78' | Reporte | Saysana 41' 70' · Sipasong 53' | Árbitro(s): Hadimin Shahbuddin | Árbitro(s): Hadimin Shahbuddin |

| 13 de septiembre de 2013 | Camboya     | 1 – 3   | Timor Oriental              | Delta Stadium, Sidoarjo              |                                      |
|                          | Phallin 53' | Reporte | Adelino 58' 76' · Alves 80' | Árbitro(s): Mohd Amirul Izwan Yaacob | Árbitro(s): Mohd Amirul Izwan Yaacob |

| 13 de septiembre de 2013 | Laos                                   | 3 – 0   | Singapur | Delta Stadium, Sidoarjo |                     |
|                          | Kongmathilath 7' · Kettavong 43' 90+1' | Reporte |          | Árbitro(s): Hla Min     | Árbitro(s): Hla Min |

| 15 de septiembre de 2013 | Timor Oriental                 | 3 – 1   | Laos               | Petrokimia Stadium, Gresik   |                              |
|                          | Alves 70' 83' · Januario 90+1' | Reporte | Saysana 36' (pen.) | Árbitro(s): Sivakorn Pu-Udom | Árbitro(s): Sivakorn Pu-Udom |

| 15 de septiembre de 2013 | Filipinas     | 1 – 4   | Camboya                                           | Petrokimia Stadium, Gresik      |                                 |
|                          | Benedicto 27' | Reporte | Makara 50' · Tola 60' · Bottroi 81' · Samnang 87' | Árbitro(s): Mongkolchai Pechsri | Árbitro(s): Mongkolchai Pechsri |

| 17 de septiembre de 2013 | Camboya                   | 3 – 2   | Singapur                       | Petrokimia Stadium, Gresik |                     |
|                          | Tola 49' 83' · Veasna 81' | Reporte | Muhelmy 57' · Hazim 75' (pen.) | Árbitro(s): Hla Min        | Árbitro(s): Hla Min |

| 17 de septiembre de 2013 | Filipinas    | 1 – 2   | Timor Oriental          | Delta Stadium, Sidoarjo              |                                      |
|                          | Bautista 51' | Reporte | Magno 26' · Almeida 44' | Árbitro(s): Mohd Amirul Izwan Yaacob | Árbitro(s): Mohd Amirul Izwan Yaacob |

### Grupo B
| País      | G | E | P | GF | GC | Pts |
| --------- | - | - | - | -- | -- | --- |
| Vietnam   | 5 | 0 | 0 | 15 | 5  | 15  |
| Indonesia | 3 | 1 | 1 | 12 | 5  | 10  |
| Malasia   | 2 | 2 | 1 | 9  | 4  | 8   |
| Birmania  | 1 | 2 | 2 | 13 | 10 | 5   |
| Tailandia | 1 | 1 | 3 | 16 | 12 | 4   |
| Brunéi    | 0 | 0 | 5 | 1  | 30 | 0   |

| 10 de septiembre de 2013 | Vietnam                                          | 3 – 2   | Tailandia                 | Petrokimia Stadium, Gresik     |                                |
|                          | Nguyễn Công Phượng 12' · Nguyễn Văn Toàn 15' 44' | Reporte | Buran 2' · Miprathang 85' | Árbitro(s): Hadimin Shahbuddin | Árbitro(s): Hadimin Shahbuddin |

| 10 de septiembre de 2013 | Indonesia                                     | 5 – 0   | Brunéi | Delta Stadium, Sidoarjo              |                                      |
|                          | Ilham 12' 30' · Alqomar 27' · Muchlis 62' 85' | Reporte |        | Árbitro(s): Mohd Amirul Izwan Yaacob | Árbitro(s): Mohd Amirul Izwan Yaacob |

| 10 de septiembre de 2013 | Malasia   | 1 – 1   | Birmania            | Petrokimia Stadium, Gresik   |                              |
|                          | Jafri 88' | Reporte | Maung Maung Soe 40' | Árbitro(s): Sivakorn Pu-Udom | Árbitro(s): Sivakorn Pu-Udom |

| 12 de septiembre de 2013 | Vietnam                   | 1 – 0   | Malasia | Delta Stadium, Sidoarjo          |                                  |
|                          | Nguyễn Phong Hồng Duy 79' | Reporte |         | Árbitro(s): Xaypaseuth Phonsanit | Árbitro(s): Xaypaseuth Phonsanit |

| 12 de septiembre de 2013 | Birmania            | 1 – 2   | Indonesia          | Petrokimia Stadium, Gresik    |                               |
|                          | Nyein Chan Aung 17' | Reporte | Evan 6' · Putu 16' | Árbitro(s): Steve Supresensia | Árbitro(s): Steve Supresensia |

| 12 de septiembre de 2013 | Tailandia | 8 – 0   | Brunéi | Petrokimia Stadium, Gresik |                          |
|                          | Miprathang 1' · Phunklai 12' · Samphodi 37' · Jeentanorm 45' (pen.) 47' · Buran 74' · Sukchuai 78' · Thawornsak 88' | Reporte |        | Árbitro(s): Vichhika Tuy   | Árbitro(s): Vichhika Tuy |

| 14 de septiembre de 2013 | Brunéi | 0 – 6   | Birmania                                                                                               | Petrokimia Stadium, Gresik |                         |
|                          |        | Reporte | Aung Thu 4' 71' · Naung Naung Latt 35' · Si Thu Aung 45+1' · Nyein Chan Aung 59' · Maung Maung Soe 79' | Árbitro(s): Virak Khuon    | Árbitro(s): Virak Khuon |

| 14 de septiembre de 2013 | Tailandia     | 1 – 2   | Malasia             | Delta Stadium, Sidoarjo       |                               |
|                          | Homkhajon 51' | Reporte | Arif 14' · Alif 74' | Árbitro(s): Steve Supresensia | Árbitro(s): Steve Supresensia |

| 14 de septiembre de 2013 | Indonesia | 1 – 2   | Vietnam                                | Petrokimia Stadium, Gresik       |                                  |
|                          | Evan 1'   | Reporte | Phạm Đức Huy 31' · Nguyễn Văn Toàn 35' | Árbitro(s): Xaypaseuth Phonsanit | Árbitro(s): Xaypaseuth Phonsanit |

| 16 de septiembre de 2013 | Birmania     | 1 – 3   | Vietnam                       | Petrokimia Stadium, Gresik |                          |
|                          | Saw Si I 65' | Reporte | Nguyễn Văn Toàn 15' 41' 90+3' | Árbitro(s): Vichhika Tuy   | Árbitro(s): Vichhika Tuy |

| 16 de septiembre de 2013 | Malasia                                                      | 5 – 0   | Brunéi | Delta Stadium, Sidoarjo |                         |
|                          | Thanabalan 8' · Arif 23' (pen.) 38' · Shamie 24' · Jafri 78' | Reporte |        | Árbitro(s): Virak Khuon | Árbitro(s): Virak Khuon |

| 16 de septiembre de 2013 | Indonesia                 | 3 – 1   | Tailandia      | Delta Stadium, Sidoarjo       |                               |
|                          | Evan 15' 76' 90+4' (pen.) | Reporte | Phunklai 45+3' | Árbitro(s): Steve Supresensia | Árbitro(s): Steve Supresensia |

| 18 de septiembre de 2013 | Tailandia                             | 4 – 4   | Birmania                                                   | Delta Stadium, Sidoarjo  |                          |
|                          | Veerachat 36' · Jansawang 44' 62' 67' | Reporte | Yan Naing Oo 2' 87' · Nyein Chan Aung 23' · Than Paing 29' | Árbitro(s): Vichhika Tuy | Árbitro(s): Vichhika Tuy |

| 18 de septiembre de 2013 | Brunéi   | 1 – 6   | Vietnam | Petrokimia Stadium, Gresik |                         |
|                          | Faiq 70' | Reporte | Trương Văn Thiết 7' (pen.) · Phạm Trùm Tỉnh 34' 86' · Nguyễn Minh Thái 42' · Phan Thanh Hậu 47' · Lâm Ti Phông 58' | Árbitro(s): Virak Khuon    | Árbitro(s): Virak Khuon |

| 18 de septiembre de 2013 | Indonesia | 1 – 1   | Malasia   | Delta Stadium, Sidoarjo       |                               |
|                          | Ilham 53' | Reporte | Jafri 19' | Árbitro(s): Steve Supresensia | Árbitro(s): Steve Supresensia |

## Fase final

### Semifinales
| 20 de septiembre de 2013 | Timor Oriental | 0 – 2   | Indonesia                | Delta Stadium, Sidoarjo        |                                |
|                          |                | Reporte | Ilham 9' · Hargianto 60' | Árbitro(s): Hadimin Shahbuddin | Árbitro(s): Hadimin Shahbuddin |

| 20 de septiembre de 2013 | Vietnam                | 1 – 0   | Laos | Petrokimia Stadium, Gresik    |                               |
|                          | Nguyễn Công Phượng 75' | Reporte |      | Árbitro(s): Steve Supresensia | Árbitro(s): Steve Supresensia |

### Tercer lugar
| 22 de septiembre de 2013 | Laos                              | 2 – 4   | Timor Oriental                       | Delta Stadium, Sidoarjo  |                          |
|                          | Kongmathilath 29' · Somsanith 68' | Reporte | Adelino 45' 45+1' 58' · Nataniel 69' | Árbitro(s): Vichhika Tuy | Árbitro(s): Vichhika Tuy |

### Final
| 22 de septiembre de 2013 | Indonesia                                                                         | 0 – 0 (7 - 6 p) | Vietnam | Delta Stadium, Sidoarjo      |                              |
|                          | Fatchurohman · Evan · Zulfiandi · Drajad · Hendra · Hansamu · Putu · Pali · Ilham | Reporte         | Lê Văn Sơn · Trần Hữu Đông Triều · Hoàng Thanh Tùng · Nguyễn Tuấn Anh · Lâm Ti Phông · Nguyễn Hữu Anh Tài · Phan Thanh Hậu · Nguyễn Văn Toàn · Phạm Đức Huy | Árbitro(s): Sivakorn Pu-Udom | Árbitro(s): Sivakorn Pu-Udom |

## Campeón
| Campeonato sub-19 de la AFF 2013 |
| -------------------------------- |
| Bandera de Indonesia             |
| Indonesia 1º Título              |